# Вербена (тріо)

Обкладинка альбому "Біла казка"

«Вербе́на» — тріо бандуристок, що існує при Черкаській обласній філармонії.

## Історія
Колектив був створений в 1983 році професором Національної музичної академії Сергієм Баштаном, з 1987 року тріо працює в Черкасах.

## Діяльність
Колектив побував на гастролях в усіх областях України, в Молдові, Росії (Сибір, Далекий Схід, Москва), Казахстані, Австрії, Йорданії, Чехії, Кубі, Польщі, США, Лаосі, Нікарагуа. Часто бере участь у святкових концертах в Києві, у фестивалях «Осіннє золото», «Київська весна», у Міжнародному Шевченківському святі.

## Колектив
Тріо складається з бандуристок:
- Людмила Ларікова;— лірико-драматичне сопрано
- Лідія Зайнчківська — драматичне сопрано
- Ольга Калина — мецо-сопрано

## Нагороди
Тріо є лауреатом перших премій Всеукраїнського та Міжнародного конкурсів бандуристів. 1999 року всім учасникам присуджено звання Народний артист України. Про колектив створено декілька фільмів, що транслюються по телебаченню — «Пісенне намисто», "Якось у «Проліску», «Літо зоряне», а також знімались у стрічці «Василь Симоненко».